# Carl Lumbly
Carl Lumbly (Minneapolis, 14 augustus 1951) is een Amerikaans acteur.
Hij was sinds 1987 tot 2010 (tot haar dood) getrouwd met de actrice Vonetta McGee en samen hebben ze een kind. Carl is goed bevriend met Danny Glover en ze hebben al een paar keer in dezelfde films gespeeld.
Van 2001 tot 2006 speelde hij de CIA-agent Marcus Dixon in de succesvolle Amerikaanse televisiereeks Alias.

## Filmografie
- Captain America: Brave New World (2025)
- The Life of Chuck (2024)
- The Falcon and the Winter Soldier (tv) (2021)
- A Cure for Wellness (2016)
- Supergirl (2015)
- The Alphabet Killer (2008)
- Battlestar Galactica (tv) (2006)
- Sounder (tv) (2003)
- Just a Dream (2002)
- Alias (tv) (2001-2006)
- Justice League (tv) (2001)
- Men of Honor (2000)
- How Stella Got Her Groove Back (1998)
- The Wedding (tv) (1998)
- Buffalo Soldiers (tv) (1997)
- M.A.N.T.I.S. (tv) (1994)
- South Central (1992)
- Pacific Heights (1990)
- To Sleep with Anger (1990)
- Everybody's All-American (1988)
- The Bedroom Window (1987)
- The Adventures of Buckaroo Banzai Across the 8th Dimension (1984)
- Cagney and Lacey (tv) (1982-1986)
- Caveman (1981)